# بوت كامب (برمجية)
بوت كامب هي أداة إقلاع متعدد مضمنة مع نظام أبل أو إس 10 التي تساعد المستخدمين في تركيب نظام التشغيل مايكروسوفت ويندوز على أجهزة الكمبيوتر ماكنتوش القائمة على تقنيات إنتل . الأداة، وتدعى مساعد بوت كامب  تقود المستخدمين من خلال تقسيم القرص غير مدمر (ويشمل تغيير حجم القسم الموجود فعلا HFS+ ، إذا لزم الأمر) الخاص بالقرص الصلب وتركيب برنامج تشغيل الأجهزة لويندوز لأجهزة أبل. تثبيت الأداة المساعدة أيضا لوحة تحكم ويندوز ويدجات لاختيار نظام التشغيل التي قدمت أولا باعتبارها بيتا غير معتمدة لنظام التشغيل Mac OS X Tiger،  الأداة المساعدة تم تضمينها أولا مع نظام التشغيل Mac OS X Leopard وأدرجت في النسخ اللاحقة من نظام التشغيل منذ ذلك الحين. الإصدارات السابقة من بوت كامب دعمت ويندوز XP،ثم ويندوز فيستا وويندوز 7. بوت كامب 4.0 لنظام التشغيل Mac OS X سنو ليوبارد إلى ماك أو إس إكس ماونتين ليون الإصدار 10.8.2 إعتمدت فقط ويندوز 7. ومع ذلك، مع إطلاق بوت كامب 5.0 ل OS X Mountain Lion النسخة 10.8.3، فقط 64- بت الإصدارات من ويندوز 7 و ويندوز 8 تم إعتمادها رسميا.
بوت كامب 6.0 اضافت دعما لويندوز 10.

## نظرة عامة
الضغط باستمرار على مفتاح الخيار (⌥) عند بدء التشغيل يستدعى رمز الاقلاع المتعدد، مما يتيح للمستخدم لاختيار نظام التشغيل الذي يريد البدء به. عند استخدام لوحة مفاتيح من غير أبل، فإن مفتاح بديل عادة ما يؤدي نفس العمل. ويمكن أيضا أن مدير الإقلاع المتعدد سيتم إطلاقه عن طريق الضغط على زر «القائمة» على ريموت أبل عن بعد عند بدء التشغيل.
على أجهزة ماكينتوش القديمة، كانت فاعليته تعتمد على مضاهاة بيوس من خلال EFI وتقسيم الجدول آلية مزامنة المعلومات بين GPT وسجل الإقلاع الرئيسي جنبا إلى جنب.
على أحدث أجهزة ماكينتوش، بوت كامب يحافظ على القرص الثابت باعتباره GPT بحيث أن ويندوز يتم تثبيته وإقلاعه في UEFI وضع.